# Polvorosa
Les polvorosas sont des biscuits de Colombie et du Venezuela faits de farine de blé, fécule de maïs, sucre, lait et beurre qui s'émiettent lorsqu'on les mange. La fécule de maïs donne une douce texture en touchant le palais.

## Histoire
Son origine remonte à l'époque de la Vice-royauté de Nouvelle-Grenade quand les trapiches au large de Vallée de la rivière río Cauca (es) offraient de la créativité à ceux qui travaillaient le sucre et la panela. Apparaissent alors les polvorosas mais aussi les panderitos et les panderos.

## Variantes
Les panderitos et panderos sont faits de farine de manioc au lieu de farine de blé et de liqueur d'anis. Ils ressemblent aux polvorónes espagnols.
- Achira (es)
- Cuca
- Polvorón